# مهسا خراسانی
مهسا خراسانی متولد ۱۳۵۲ در تهران، مترجم، ویراستار و عضو انجمن صنفی مترجمان و دانش‌آموخته زبان و ادبیات انگلیسی در مقطع کارشناسی و زبانشناسی کاربردی در مقطع کارشناسی ارشد است. آخرین اثر ترجمه شدهٔ وی کتابی است تحت عنوان دختری که آینده را می‌دانست از روت رندل، رمان‌نویس اهل بریتانیا. این کتاب که یک تریلر روان‌شناختی و داستان جنایی است، عنوان آخرین کتاب نوشته شده توسط نویسنده است که در سال ۲۰۱۴ به چاپ رسید از دیگر نویسندگان برجسته‌ای که خراسانی به ترجمه آثار ایشان پرداخته می‌توان به اما داناهیو و کتابی از این نویسنده با عنوان شگفتی اشاره داشت که در سال ۱۳۹۶ و توسط نشر ستاک منتشر شد. خراسانی جزو مترجمانی است که برای نخستین مرتبه اقدام به ترجمه آثار نادیا هاشمی، نویسندهٔ آمریکایی - افغانستانی‌تبار نمود. ۲ کتاب برجسته از این نویسنده با عنوان مرواریدی که صدفش را شکست و همین‌طور ماه که پایین می‌آید به ترجمه ایشان و توسط نشر هیرمند در ایران منتشر شده‌است

## داستان‌های کوتاه و ادبیات کودک و نوجوان
خراسانی در کنار ترجمه آثار برجسته ادبی به ترجمه داستان‌های کوتاه و همین‌طور قالب ادبیات کودک و نوجوان هم توجه ویژه‌ای داشته‌است. او ضمن انتخاب مجموعه داستان «به ژاپنی» برای ترجمه معتقد است که؛ ترجمه چنین مجموعه‌ای کاری دشوار و حساس بود. وفادار بودن به سبک نویسندگان در کنار انتقال صحیح مفهوم و رعایت پیچیدگی‌های ظریف ساختاری از اصول مهمی بود که در ترجمه داستان‌ها سعی کرده‌ام آن‌ها را رعایت کنم در زمینه ادبیات کودک و نوجوان نیز، ترجمه کتاب کابوس‌ها اثر جیسون سیگل و کریستین میلر از آثار مطرح و برجسته این حوزه است. از تاریخ ۵ نوامبر ۲۰۱۴ این مجموعه در فهرست کتاب‌های پرفروش نیویورک تایمز قرار گرفت. کتاب کابوس‌ها کتابی منفرد نیست و مجموعه‌ای است مشتمل بر ۳ جلد که جلد اول با همان عنوان کابوس‌ها در سال ۲۰۱۴ چاپ گردید و جلد دوم در سال ۲۰۱۵ میلادی تحت عنوان معجون خوابگردی و در نهایت جلد سوم در سال ۲۰۱۶ میلادی با عنوان لالایی گمشده به چاپ رسید

## ترجمه‌ها
عنوان: کابوس‌ها (۳ جلد)/ جیسون سیگل/کریستین میلر/ نشر هیرمند.
- جلد اول: کابوس‌ها/ شابک: ۹۷۸-۹۶۴-۴۰۸-۴۶۵-۲
- جلد دوم: معجون خوابگردی/ شابک: ۹۷۸۹۶۴۴۰۸۴۸۳۶
- جلد سوم: لالایی گمشده/ شابک: ۹۷۸۹۶۴۴۰۸۴۹۴۲

عنوان: دختری که آینده را می‌دانست/ روت رندل/ نشر کوچه/ ۱۳۹۷
عنوان: شگفتی/ اما داناهیو/ نشر ستاک/ شابک: ۹۷۸-۶۰۰-۹۶۴۱-۸۷-۱